# Lars Hansen (basketballspiller)
 Der er flere personer med dette navn, se Lars Hansen.
Lars Erik Hansen (født 27. september 1954 i København, Danmark) er en tidligere dansk-canadisk basketballspiller.
Lars Hansen voksede op i Coquitlam, British Columbia, Canada, hvor han var en basketball stjerne på Centennial Secondary School og spillede collegebasket 1972-1976 med University of Washington i USA og var med på Canadas VM-hold 1974 og OL-hold ved deres OL i Montreal 1976. Efter en succesfuld collage-karriere, blev han af Chicago Bulls, valgt som nummer 37 i 3. runde i NBA-draften 1976, og af Los Angeles Lakers 1977 som nummer 151. Det blev dog ikke til noget spil i NBA med det samme. Han rejste derfor til Italien, hvor han spillede to sæsoner i Olimpia Milano. 
I 17. december 1978 gjorde Lars Hansen sin NBA-debut med Seattle SuperSonics, og var med til at vinde NBA mesterskabet. Han var den første danskfødte spiller i NBA. Efter at have spillet i NBA i en sæson flyttede han til Europa for at spille i den italienske Lega Basket Serie A og den spanske 1. liga Liga ACB. I 1981 blev han udnævnt som Årets Spiller og scorede flest point i den spanske Liga ACB 1980/1981, da han spillede for OAR Ferrol. Han spillede derefter med FC Barcelona to sæsoner 1981-1983, hvor han vandt det spanske mesterskab 1983.
Lars Hansen var 1998, med på det canadiske veteran-landshold som vandt bronze ved World Masters Championships i Portland, Oregon og kom med i Canadas basketball Hall of Fame 2006. 
Lars Hansen afsluttede karrieren i 1983 og bor i dag i Durango, Colorado.